# Одяг козацької доби

## Загальна характеристика
У козацьку добу одяг простої людини здебільшого містив ті ж елементи, що і одяг заможної. Суттєва відмінність полягала у якості та орнаменті тканин. Маючи торговельні відносини з цілою низкою країн в Україну завозили французькі, турецькі, перські тканини. У домашніх умовах виготовляли тканини з льону, вовни та бавовни. Міський одяг звичайних громадян — ремісників, дрібних торговців, обслуги, які зазвичай були вихідцями із сільської місцевості, продовжував залишатися близьким до сільського, хоча і втрачав місцеву специфіку. Як i в селі, комплекс одягу містян включав сорочку i штани або сорочку i спідницю. Поверх сорочки чоловіки одягали чумарку, жупан, кунтуш. Різноманітним був верхній жіночий одяг — кунтуші, жупани, свитки, каптани. Необхідним складовим елементом одягу було покриття голови, яке у жінок ще й вважалося своєрідним символом сімейного статусу.

## Чоловічий одяг

### Сорочка
У чоловіків була короткою, глухою, тунікоподібною, з прямокутною горловиною. Сорочка вважалася спіднім одягом, її носили вдома, на працю. Поза домом чоловік повинен був одягнути верхній одяг. Поверх сорочки одягали жупан, чумарку чи кунтуш.

### Жупан
Шили з м'якого шовку або з парчі, оксамиту. Жупан мав невеликий комір і від шиї до пояса защіпався на золоті або срібні гудзики. Досить широкі рукави звужувалися біля зап'ястя і защіпалися на такі самі гудзики. Ззаду від стану вниз вставляли вуса чи клинці, що надавало одягу хвилястих складок.

### Чумарка
Одяг з грубшого або тоншого сукна чи бавовни залежно від пори року. Чумарка завжди однобортна, тісно прилягає до стану, з-під низького коміра видно вишиту сорочку і стрічку, яка зав'язана коло коміра сорочки і випущена поверх чумарки.

У другій половині ХІХ ст. чумарки і жупани поступово почали виходити з ужитку, хоча їх або окремі елементи цього одягу продовжували використовувати до ХХ ст. Так, наприклад, у чорному жупані ходив відомий український художник, автор перших українських державних знаків (банкнот і поштових марок), ректор Київської Академії Мистецтв Георгій Нарбут. Зазвичай жупани шили чорного, темно-синього чи темно-сірого кольору. Їх носили самостійно і підперізували широким шовковим поясом, або ж одягали під кунтуш.

### Кунтуш
Верхній одяг військового та шляхетного станів. Законом Речі Посполитої 1613 року, кунтуші було дозволено носити лише шляхті. Міщани
могли носити жупани. Кунтуш належав також до козацького строю. Характерною ознакою кунтуша є відкидні рукави. Їх роблять розрізаними по усій довжині на місці нижнього шва або залишають проріз посередині. Рукави звисають вниз чи закидають через плечі на спину і закладають один за другий. Кунтуш міг мати довгий відкладний комір. Іноді кунтуш обшивали хутром. Цей одяг носили до кінця XVIII ст. До приходу більшовиків кунтуш зберігся як парадний одяг церковних хорів у деяких соборах в Україні та Петербурзі.
Поверх кунтуша козацька старшина носила кирею (мантію). Її шили без рукавів з важкого шовку чи оксамиту, підшивали матерією іншого кольору, а взимку — дорогим хутром (соболем, бобром, горностаєм), оздоблювали золотими і срібними прикрасами та застібками.
Зазвичай, зимою одягали довгі кожухи з великим смушковим коміром, смушкові шапки із суконним верхом, сап'янові чоботи.
Заможні чоловіки та козацька старшина мала на зиму шуби із лисиці, вовка, рисі, які прикрашали срібним і шовковим шнуром. Доповненням до одягу були рукавиці із шкіри або тканини, гаптовані золотом і сріблом.

### Головні убори
Відображали соціальний статус власника, зокрема серед козацтва, яке за своїм соціальним станом не було однорідним. Шапка гетьмана була досить висока, хутряна, рівна, з оксамитовим чи шовковим верхом. Хутро на шапці могло бути розрізане спереду або лежати суцільною смугою навколо голови та було оздоблене двома страусиними перами. Шапки полковників, підполковників теж були хутряні, проте містили збоку орлині чи соколині пера. Були шапки без пер, зі шликом. Це довгий, кольоровий верх шапки, що звужувався і звисав з голови козаків. Також шили шапки з баранячих смушків — вичиненої шкіри молодого чи ще ненародженого баранця.
Покриття голови було необхідною приналежністю українського чоловічого одягу. Шапки у різних частинах України різняться формою, проте у загальному нагадують циліндр. На півдні України шапки шили вищими, на Поділлі і Волині вони зовсім високі, з конусом, що вгорі звужується, на Гуцульщині — з хутряними відворотами. У теплу пору року чоловіки носили капелюхи чи брилі. Капелюхи виготовляли з повсті (збитої вовни), а брилі — із не зовсім стиглої соломи із пшениці чи жита. Шапки, капелюхи та брилі носили по усій Україні, без них не виходили з хати.

### Взуття
Селяни у XIV—XVII ст. взували шкіряні постоли або плетені личаки. Заможніші носили чоботи й черевики. Святкові чоботи робили з двокольорового сап'яну, завдяки чому вони мали назву чорнобривці.

## Жіночий одяг
Жіночий одяг дружин простих козаків був схожий до селянського і складався із:
- Сорочки
- Спідниці (саяна)
- Нагрудника (шнуровки)
- Каптана
- Шуби
- Головного убору
- Прикрас
- Взуття

### Поясний одяг
Прості жінки носили полотняні сорочки, а жінки козацької старшини — шовкові, гаптовані сріблом та золотом сорочки та спідниці з коштовних тканин. Також сорочка заможних містянок була шовковою, з глибоким вирізом. На верхню частину сорочки надягали ліф із вузькими рукавами, які застібалися або зашнуровувалися. Спідниці та ліфи робили з дорогих тканин: штофного шовку, атласу, парчі.
Жіночий поясний одяг на значній території України був незшитий або частково зшитий у вигляді одного широкого чи двох вузьких прямокутних шматків саморобної вовняної візерунчастої або однотонної тканини. Це — дві запаски, одноплатова обгортка (опинка, дерга), святкова плахта, що побутувала виключно на Середній Наддніпрянщині. Незшитий поясний одяг із домотканої вовни мав чимале локальне розмаїття за рахунок різного орнаментально-колористичного рішення. Так, на території Середньої Наддніпрянщини в будень носили дві вузькі — чорну и синю — запаски, а на свята — багатокольорову клітчату плахту з ошатною орнаментованою запаскою — попередницею. На Поділлі побутувала обгортка у вигляді широкого горизонтального полотнища чорної саморобної вовняної тканини, прикрашеної складними ритмічними композиціями орнаментальних різнокольорових смуг. У районах Подністров'я та Карпат носили як дві вузькі запаски, заткані різнокольоровими смугами з додаванням металевої нитки, так i поясний одяг у вигляді широкого горизонтального полотнища з місцевими варіантами колориту i оформлення.
Поряд із незшитим поясним одягом в Україні розвиваються i зшиті форми. На Поліссі, наприклад, широко відомими були літник та андарак. Літник — це вертикально смугаста вовняна спідниця (на червоному тлі різнокольорові смужки: зелена, чорна, жовта, синя, біла). Андарак — червона однотонна спідниця із закладеними по спинці зборами й широкою орнаментальною смугою по низу. Кожна місцевість, навіть кожне село відрізнялися самобутністю малюнка, орнаменту i крою спідниць.
Дуже різноманітним був верхній жіночий одяг — кунтуші, жупани, свитки, каптани. Верхній одяг шили з тих самих тканин, що і поясний. Кунтуші відрізнялися від чоловічих пишними прикрасами.

### Головні убори
Головний убір — своєрідний символ сімейного статусу жінки. У дівчат — це вінець, обруч, перев'язка, які завжди одягалися так, щоб була відкритою маківка. На свята напинали вінок із квітів, який особливо багато прикрашали під час весілля. Як відомо, на другий день весілля голову дівчини покривали рушниковим головним убором — наміткою, a потім одягали жорсткий очіпок, який у різних місцевостях мав значну різноманітність форм (трапецієподібний, овальний, серпоподібний, сідлоподібний i т. д.). Очіпок, за звичаєм, жінка на людях не знімала, а, йдучи до церкви чи в гості, поверх нього обов'язково вдягала ще й намітку у вигляді довгого рушникоподібного навою. Якість тканини, а також способи пов'язування намітки також мали регіональне розмаїття. На Середній Наддніпрянщині намітки робили з найтонших сортів саморобного лляного або конопляного полотна (серпанку), а в західних областях — із більш цупкого полотна (нафрами).
Намітка — це найстаріше покриття жіночої голови, досить поширене у часи Козаччини. Різниця між одяганням намітки і хустки полягає у тому, що хустка зав'язується поверх голови, а намітка — навколо голови. Намітку повязували на очіпок, іноді кілька разів обв'язували під шиєю, а ззаду зав'язували бантом з кінцями чи просто спускали по спині. Очіпок накладали поверх кибалки — традиційного українського жіночого головного убору у вигляді високої пов'язки на голові. Розділивши волосся на дві половини і скрутивши кожну з них у джгут, жінка намотувала її на кибалку. Кибалки були у вжитку, так як, за народним звичаєм, одружена жінка не мала права заплітати волосся, а лише намотувати або крутити. Близько середини XVIII ст. жінки відмовилися від громіздкого убору і почали носити шапочки.
Старші жінки носили шапочки темних кольорів, іноді з хутром, молоді — кораблики — шапочки з чорного оксамиту з напусками та двома ріжками, спереду і ззаду.

### Прикраси
Намисто. Залежно від соціального стану та можливостей жінки носили різне намисто, часто коштовне з дорогоцінного каміння (сердолік, агат, гранат, гірський кришталь, бурштин тощо).
Оскільки в Україні було розвинене золотарство, то жінки носили персні або каблучки (персні без каміння).
Сережки були золотими або срібними, іноді з довгими підвісками.
Дукачі — круглі золоті або срібні монети з вушком, іноді образки, підвішені на ланцюжку. Їх часто дарували матері при народженні дитини. Дукач був родинною цінністю і переходив від матері до доньки.
Як прикраси жінки також використовували шпильки і браслети.